# ブラックファントムテトラ
ブラックファントムテトラ (Hyphessobrycon megalopterus)は、カラシン目カラシン科ハイフェソブリコン属に分類される熱帯魚の一種。

## 分布と生息地
ブラジルとボリビアのパラグアイ川上流、マデイラ川上流、グアポレ川、マモレ川、ベニ川流域に分布し、植物の多く流れの遅い環境に生息する。

## 形態
体長は3 cm程度。体高は比較的高く、全体的に菱形の体である。体色は雄が黒色、雌は明るい灰色で、鰓孔の後方には銀色に縁取られた黒い斑点がある。背鰭は雌雄ともに黒く、雌は腹鰭、臀鰭、脂鰭が赤みがかる。背鰭は雄の方が長いが、繁殖期には雌も長くなる。

## 生態
甲殻類、昆虫、蠕虫、藻類を捕食する。産卵数は300個で、稚魚は5日後には遊泳を始める。

## 飼育
やや闘争する傾向はあるものの、ヒレを広げて威嚇する程度で危害は加えないので、多くの魚との混泳に適する。丈夫な魚で初心者向け。小型種の中では体高が高くヒレが大きいので見応えがある。
- pH：弱酸性〜中性
- 温度：25〜26度
- 餌：人工飼料（フレーク餌）など
- 繁殖：テトラの中においては比較的簡単といわれる。
- 寿命：3〜4年